# Den muslimske gravplads i Roskilde
Den muslimske gravplads i Roskilde er en gravplads forbeholdt muslimer, som der arbejdes på at muliggøre ved Trekroner Øst i Roskilde Kommune. Det forberedende arbejde startede i 2002, men først i marts 2006, blev der foretaget et afgørende skridt mod gennemførelsen, da økonomiudvalget besluttede at begynde arbejdet med en ny lokalplan for området.
Lokalplanen lagde op til et område på i alt 2 hektar, som skal udbygges løbende.
I 2024 valgte Roskilde Kommune af begrænse størstedelen af området, der var udlagt til gravplads, hvilket medførte kritik fra muslimske foreninger.